# 聖暦
聖暦（せいれき、𨲢暦とも）は、武周の武則天の治世に使用された元号。698年 - 700年。

## 西暦・干支との対照表
| 聖暦 | 元年  | 2年   | 3年   |
| 西暦 | 698年 | 699年 | 700年 |
| 干支 | 戊戌  | 己亥  | 庚子  |